# Tours Mercuriales
Pour les articles homonymes, voir Mercuriales (homonymie).
Les tours Mercuriales sont deux tours jumelles de bureaux situées à Bagnolet, en Seine-Saint-Denis, reconverties en hôtels en 2022.
Les deux tours, construites en 1977 par la SAEP, société maintenant rattachée à la holding Eiffage, sont situées en bordure du boulevard périphérique parisien, à proximité de la porte de Bagnolet, dans un quadrilatère délimité par les rues Jean-Jaurès, Adélaïde-Lahaye, Sadi-Carnot et l'avenue Gambetta. Elles portent le nom de tour Levant (à l'est) et tour Ponant (à l'ouest).
Ces tours faisaient partie d'un vaste projet de quartier d'affaires de l'Est parisien, conçu pour équilibrer à l'ouest le quartier de La Défense. Ce projet est interrompu par le premier choc pétrolier, laissant les tours isolées sur l'échangeur de l'autoroute A3.
L'architecture des tours est inspirée de celle des tours jumelles du World Trade Center de New York.
Sans compter les antennes, elles sont les troisièmes plus hautes tours de Seine-Saint-Denis derrière la tour Pleyel (129 m) et la tour La Villette (125 m). En comptant les antennes, la tour Est est la plus haute du département, culminant à environ 175 m et la tour Ouest est la troisième plus haute avec 150 m.

## Le principe constructif
Les architectes sont Serge Lana et Alfred H. Milh.
- Les deux tours sont construites sur un soubassement commun comprenant les locaux techniques et les quais de déchargement, accessibles aux camions gros porteurs.

- Contrairement au principe adopté pour les tours de New York, chaque tour Mercuriales est composée d'un noyau filant en béton armé qui englobe les ascenseurs, les monte-charge, escaliers et circulations verticales de fluides. Le noyau central d'ascenseurs est isolé à chaque étage des plateaux par des portes coupe-feu à fermeture automatique. Ce noyau supporte les dalles de planchers, soutenues en périphérie par des poteaux.

- Le retrait des poteaux par rapport à la limite des plateaux a permis de réaliser une peau de façade continue, rigidifiée par des montants métalliques. Cette façade rideau extérieure n'ayant pas de rôle porteur autorise un éclairage naturel maximal des plateaux. Elle allège en outre visuellement la masse des tours et leur procure une esthétique plus fluide, accentuée par leur implantation isolée dans une zone d'habitation de faible hauteur.

- Le cloisonnement des bureaux est totalement modulable et chaque plateau peut évoluer de la série de bureaux fermés à l'open space complet.

- Les batteries d'ascenseurs sont réparties pour chaque tour en deux groupes de six. Chaque groupe dessert soit les 16 premiers niveaux, soit les 15 suivants. Chaque batterie comporte en outre un monte-charge reliant le quai en sous-sol à tous les étages.

- Le 30e étage (31e réel) est le dernier étage de bureaux, les deux derniers niveaux regroupent des locaux de stockage, les dispositifs de climatisation et les équipements de radiodiffusion.

- Un mail central couvert distribue le public sur les deux tours et dessert en outre les services communs (restaurant d'entreprise, sécurité)

En 2011, le groupe Colbert-Orco rachète les 50 % du capital qu'il ne détenait pas encore à General Electric Capital. Avec 87 % d'occupation, les tours abritent 3 000 salariés.

## L'activité de radiodiffusion
Au sommet des tours sont disposées deux antennes. L'une était gérée par TDF (TSF 89,9,  Aligre FM/Radio Pays et Beur FM) a été désactivée en mars 2013, et l'autre est gérée par TowerCast (Ado FM, Latina, Néo, Ici & Maintenant, FG, Générations/Paris Jazz et Radio Libertaire, Vivre FM et Radio Campus Paris).
On y trouverait en tout 10 émetteurs de 4 kW PAR
.
Ces émetteurs créent un couloir de brouillage occasionnant des interférences pour 40 000 foyers. Un émetteur FM de faible puissance diffusant France Inter a été installé sur 87.6MHz afin de pallier les perturbations générées par les autres radios empêchant de recevoir correctement France Inter sur 87.8MHz émettant de la tour Eiffel.

## Reconversion hôtelière
Le groupe Colbert-Orco fondé en 2000 par l'homme d'affaire Bruno Ledoux, propriétaire des tours depuis mai 2001, a l'idée en 2015, à la suite du départ du locataire historique, la sécurité sociale agricole MSA, de les reconvertir en un gigantesque hôtel de 1600 chambres, un des plus grands d'Europe, largement destinée à une clientèle asiatique, favorisé en cela par la facilité d'accès depuis les aéroports de Roissy et d'Orly, et aménager une place ouverte sur la ville avec des restaurants, un centre de conférences, un espace de fitness, des bureaux et des places de parking. En juin 2016, après une année d'étude en lien étroit avec le Maire de Bagnolet, Tony Di Martino, le permis de construire est obtenu. L'ampleur du projet et la réhabilitation lourde qui nécessite près de 200 millions d'euros d'investissement, incite Bruno Ledoux à rechercher des acquéreurs ou des partenaires. Le groupe Marriott marque son très fort intérêt pour le projet.
En juin 2019, le groupe de promotion immobilière britannique Omnam Investment Group, fondé par l'anglo-israélien David Zisser, décide de racheter les tours et signe un accord de développement avec Marriott. 
Echouant à obtenir le financement pour les travaux, la crise du Covid étant passée par là, Omnam Investment Group n'a d'autre choix, en novembre 2021, que de déposer le bilan de la foncière Les Mercuriales. 
Les tours sont à vendre début 2022. 
En novembre 2022, par l'intermédiation de BNP Paribas Real Estate, elles sont acquises par la firme américaine de capital/investissement Bain Capital associée pour l'occasion à la société Hémisphère, spécialiste parisien de la gestion d'immobilier commercial.
Bain Capital confirme son intention de poursuivre l'idée imaginée six ans plus tôt par Bruno Ledoux, mais dans une formule mixte, une tour en bureaux et l'autre en hôtel.

## Les tours Mercuriales dans l'art et la culture
En 1995, le grimpeur français Alain Robert a escaladé une des tours.
Julien Millot, Tancrède Melet, Antoine Moineville, Sébastien Brugalla et Robin Exertier ont installé une highline en 2011 entre ces deux tours, objet du film I believe I can fly - flight of the frenchies de Sébastien Montaz-Rosset.
Virgil Vernier a tourné un film inspiré de l'ambiance des tours, intitulé Mercuriales, sorti en 2014.
Les Mercuriales sont également citées dans la chanson L'enfant sur la banquette arrière, figurant dans l'Album de Bertrand Burgalat Les Choses qu'on ne peut dire à personne, paru en 2017.
On peut également apercevoir les Mercuriales au début du film Filles perdues, cheveux gras de Claude Duty, sorti en 2002, lorsque Elodie (Olivia Bonamy) marche près de l'échangeur de Bagnolet à côté du centre commercial Bel Est, ainsi que dans le film Seuls Two réalisé par Éric Judor et Ramzy Bedia en 2008.
En 2023, les artistes musicaux wasting shit et abel31 sortent un album en collaboration nommé mercuriales_ reprenant l'image et le nom des tours jumelles de Bagnolet.

## Quelques images

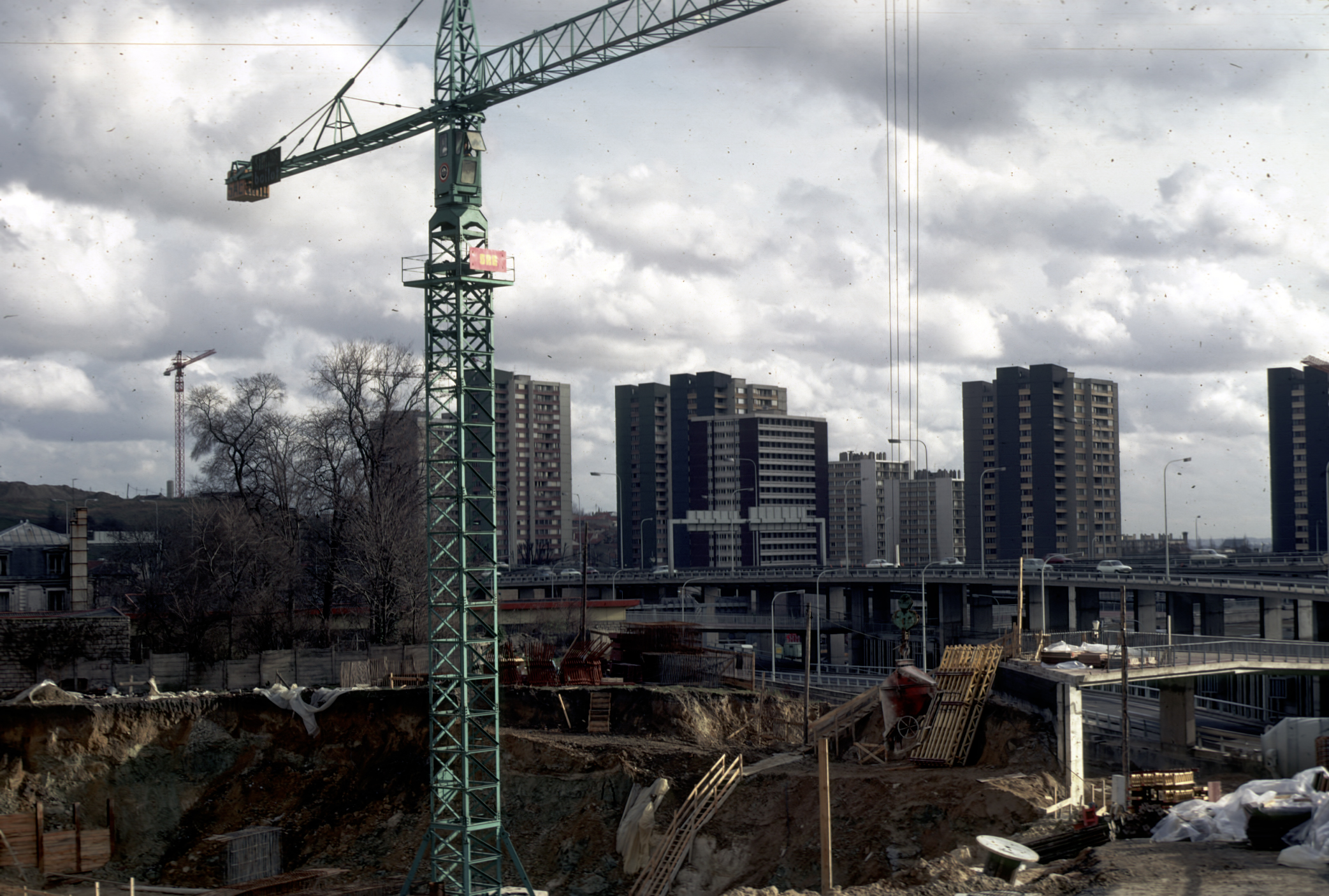
15 février 1975, Les Mercuriales, fondations.
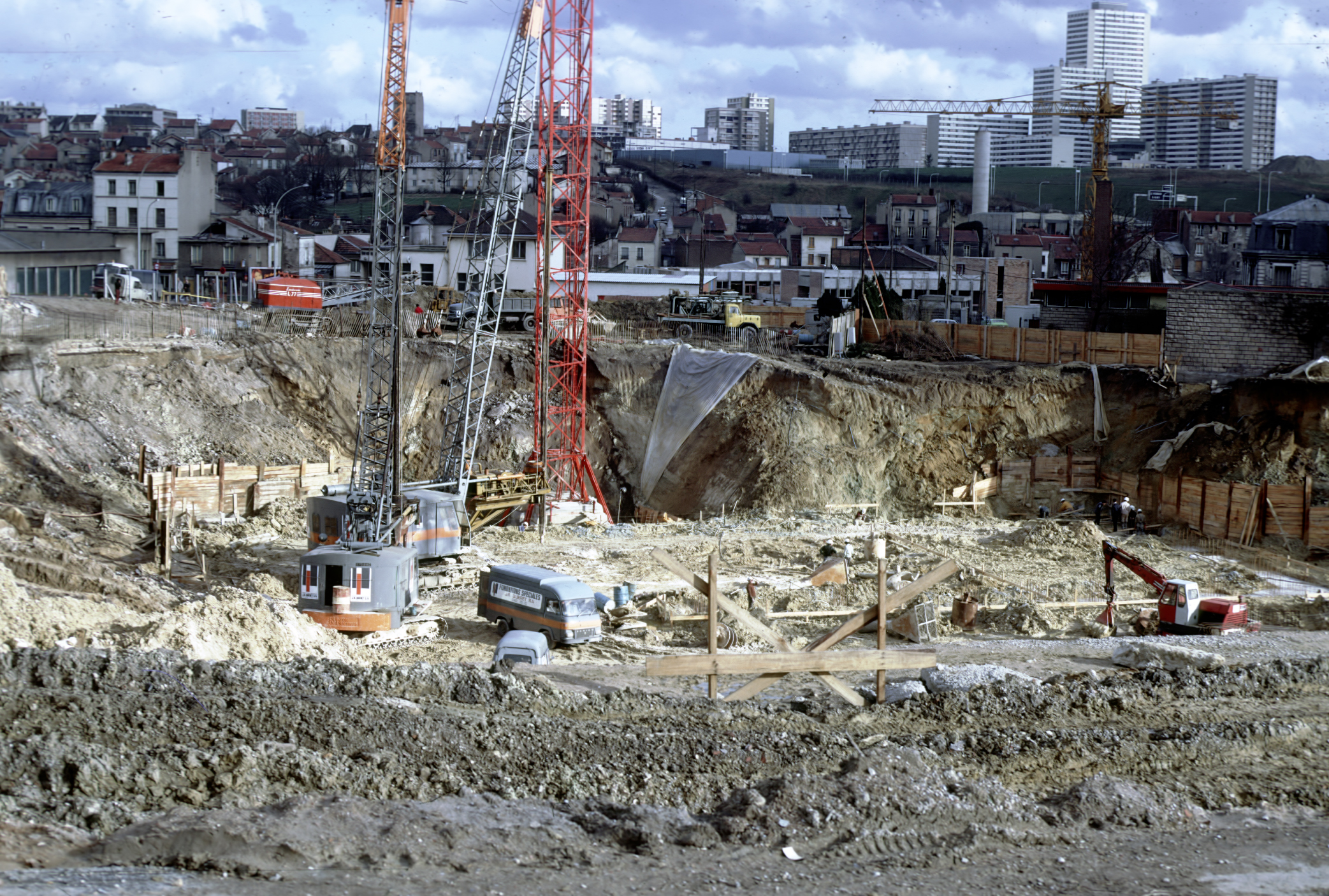
15 février 1975, Les Mercuriales.
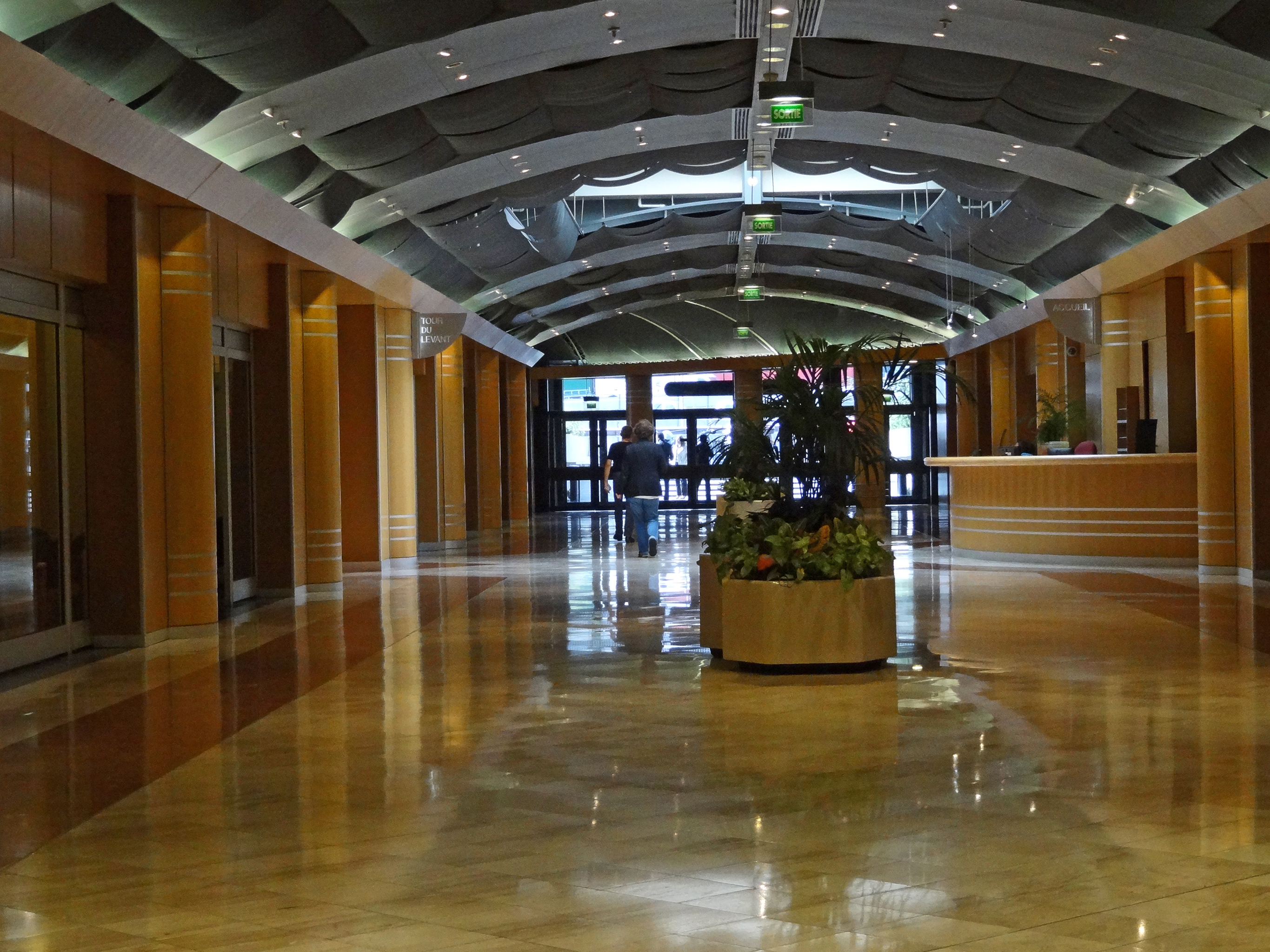
Le hall d'entrée.
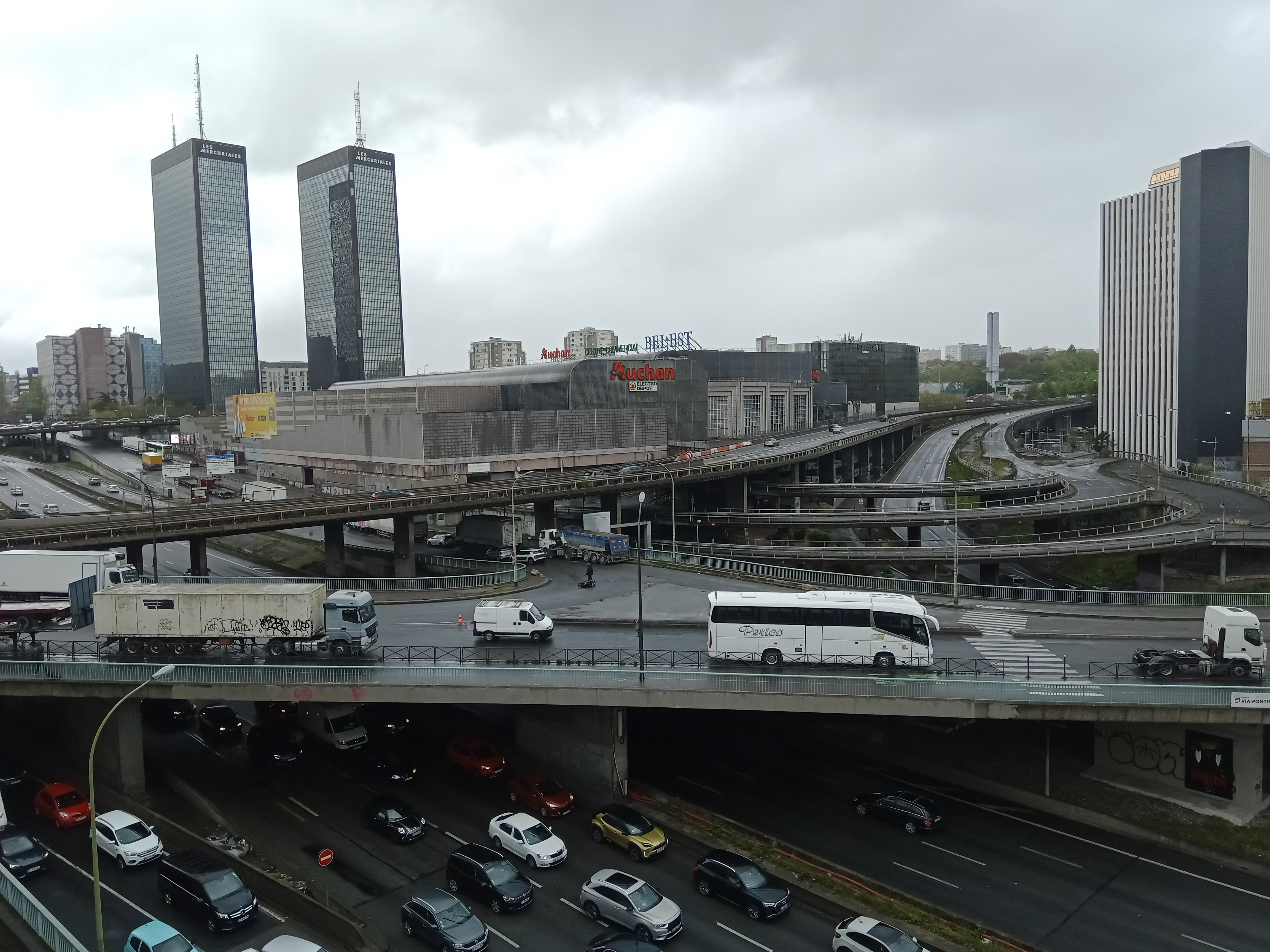
Les tours Mercuriales dominant la porte de Bagnolet.